# Chahaignes
Chahaignes ist eine französische Gemeinde mit 668 Einwohnern (Stand: 1. Januar 2022) im Département Sarthe in der Region Pays de la Loire. Die Gemeinde gehört zum Arrondissement La Flèche und zum Kanton Montval-sur-Loir (bis 2015: Kanton La Chartre-sur-le-Loir). Die Einwohner werden Chahaignots und Chahaignottes genannt.

## Geographie
Chahaignes liegt etwa 38 Kilometer südsüdöstlich von Le Mans am Loir und gehört zum Weinbaugebiet Coteaux du Loir. Umgeben wird Chahaignes von den Nachbargemeinden Saint-Pierre-du-Lorouër im Norden, Courdemanche im Nordosten, Lhomme im Osten, Marçon im Süden, Flée im Westen und Südwesten sowie Thoiré-sur-Dinan im Westen und Nordwesten.

## Bevölkerungsentwicklung
| Jahr                      | 1962 | 1968 | 1975 | 1982 | 1990 | 1999 | 2006 | 2013 | 2020 |
| ------------------------- | ---- | ---- | ---- | ---- | ---- | ---- | ---- | ---- | ---- |
| Einwohner                 | 912  | 864  | 865  | 775  | 785  | 747  | 802  | 740  | 671  |
| Quelle: Cassini und INSEE |      |      |      |      |      |      |      |      |      |

## Sehenswürdigkeiten
- Kirche Saint-Jean-Baptiste, seit 1908 Monument historique
- Schloss Bénéhard aus dem 16. Jahrhundert
- Schloss Le Haut-Rasné, Anfang des 20. Jahrhunderts erbaut
- Schloss La Jaillé aus dem 16. Jahrhundert
- Menhir Gobianne, Monument historique
- Menhir Le Caillou

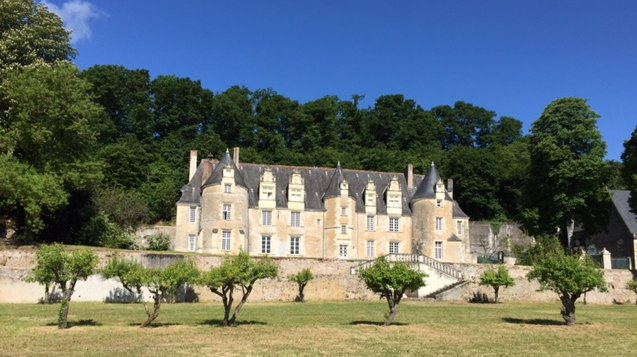
Schloss Bénéhard
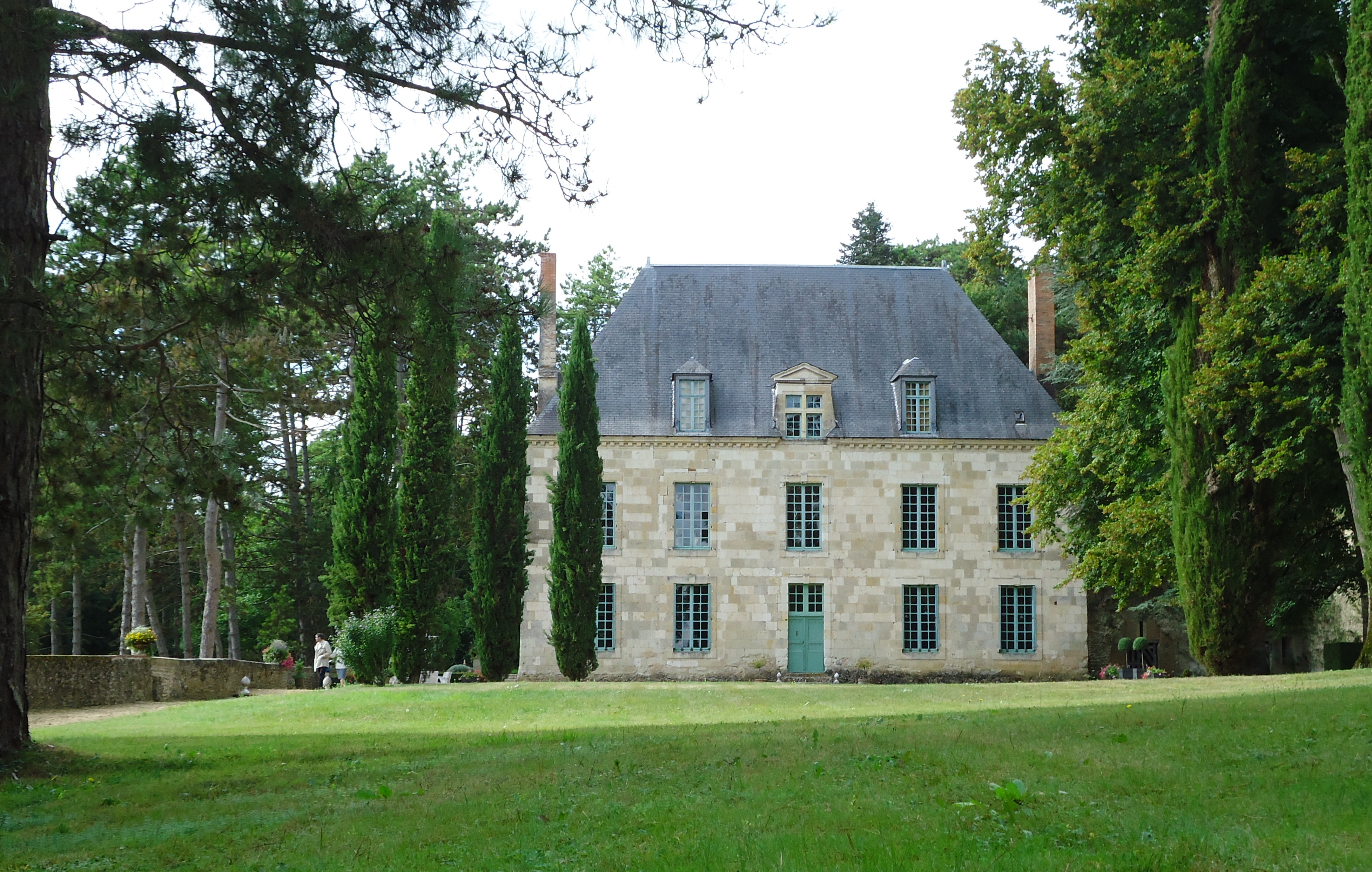
Schloss La Jaillé
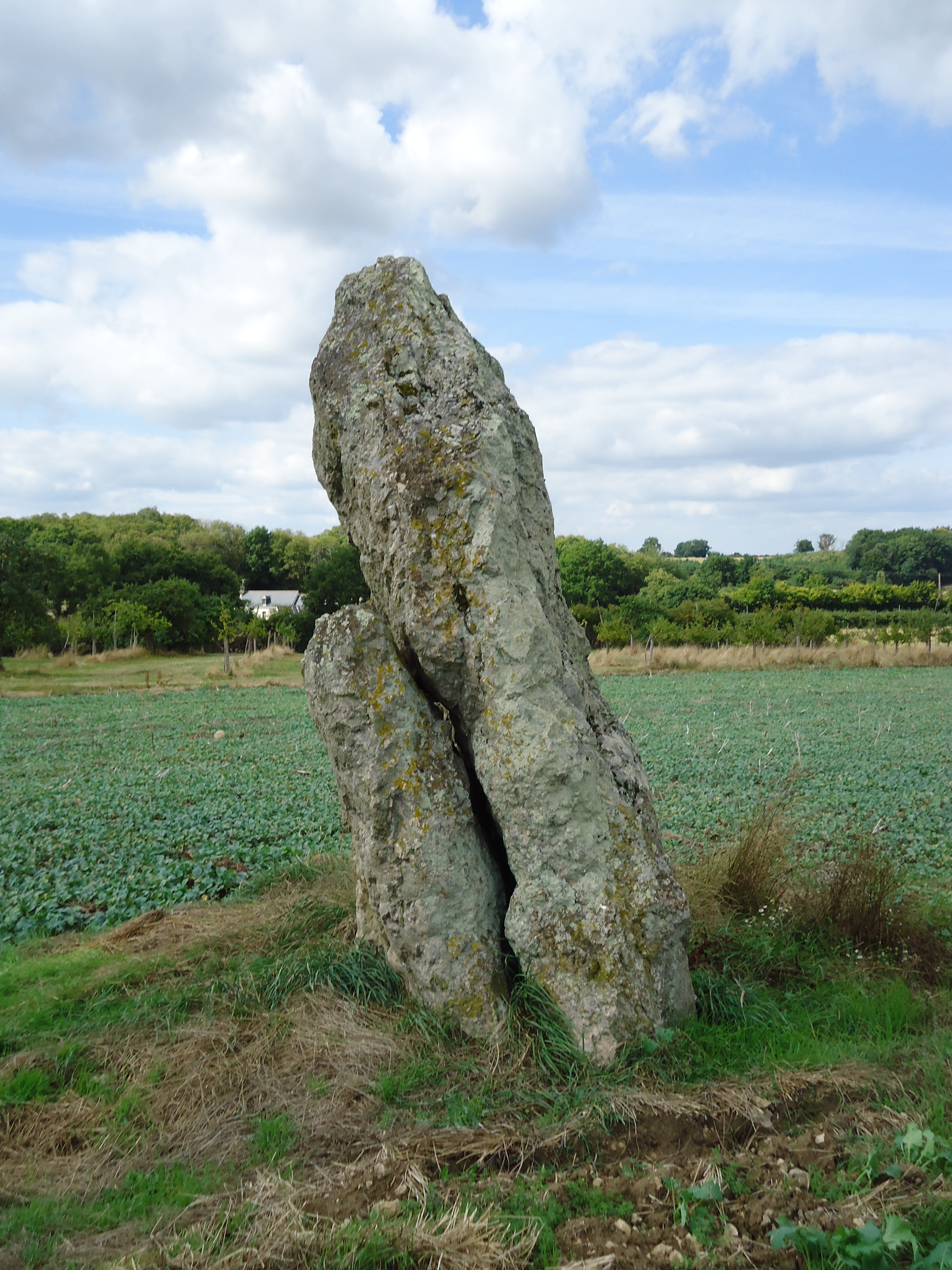
Menhir Gobianne

## Gemeindepartnerschaften
Über den früheren Kanton La Chartre-sur-le-Loir besteht eine Gemeindepartnerschaft mit der deutschen Gemeinde Syke in Niedersachsen.